# 馬達克特 (麻薩諸塞州)
馬達克特（英語：Madaket）是位於美國麻薩諸塞州南塔克特縣的一個普查規定居民點。

## 人口
根據2020年美國人口普查的數據，馬達克特的面積為6.23平方千米，當中陸地面積為5.14平方千米，而水域面積為1.09平方千米。當地共有人口377人，而人口密度為每平方千米60.51人。